# حي الدرع
حي الدرع هو عبارة عن أطلال حي في وسط دومة الجندل ضمن المنطقة الأثرية بجوار مسجد عمر بن الخطاب، يقع في محافظة الجوف شمال المملكة العربية السعودية.

## الوصف
حي الدرع يتكون من بيوت حجرية متلاصقة، وأزقته متصلة ببعضها البعض، وبعضها مغطى بأقواس، وتم رصف هذه الأزقة بالحجارة عام 1413 هـ، وبعض البيوت يتألف من دورين ومسقوف بالأثل وسعف النخيل، والحركة داخل الموقع خطرة لأن معظم بيوته آيلة للسقوط، يعتبر حي الدرع أحد الآثار الباقية من مدينة دومة الجندل القديمة والتي سلمت من معاول الهدم التي طالت سوق دومة الجندل، يعود تاريخ إنشاء الحي إلى العصر الإسلامي الوسيط، لكنها تقوم على طبقات أثرية وأساسات تعود إلى منتصف الألف الأول قبل الميلاد، ويتميز الحي بعقوده الحجرية ومبانيه الحجرية وأزقته ووقوعه بين البساتين ومسارب الماء التي كانت تؤمن الحياة لساكني الحي من العيون القريبة، كما أن الحي قائم على انقاض أحياء سابقة العهد، يتضح ذلك من خلال تعدد الطبقات وكذلك ظهور الطريق القديم للحي تحت المباني القائمة حاليا.

## التسمية
سمي حي الدرع نسبة إلى سكانه آل درع وقد ذكر فالين بأنهم مختلطون واغلبهم نزحوا إلى الحي من شقراء في نجد كما ذكر الشعيبي  بأن نسب الدرع يرجع إلى قبيلة بني خالد وذكرت الرحالة الإنجليزية الليدي آن بلنت في عام 1295هـ، إن انبل الأسر بدومة الجندل هي أسرة حسن بن درع، شيخ دومة الجندل.

## المخطط العام لحي الدرع
يعتبر حي الدرع اقدم احياء دومة الجندل وقد كانت دومة الجندل مزدحمة بالسكان مما أدى انعكاس ذلك على وضعها المعماري
وتعود المنازل القائمة في حي الدرع إلى العصر الإسلامي الوسيط ولكنها تقوم على اساسات مبان يعود البعض منها إلى منتصف الألف الأول قبل الميلاد، وقد تم حفر مجس في الحي واكد ذلك أن هنالك أساسات مبان يعود بعضها إلى الفترة الآشورية وكسر فخار نبطي على عمق 2 م من سطح الأرض يعلوه فخار إسلامي.
وقد تميز النسيج العمراني لحي الدرع بالتضامن والتلاحم بين المنازل على جانب الشوارع والممرات الضيقة والتي تسمى (سويقات) وقد أثر هذا التلاحم على تخطيط المنازل والتي غلب على معظم مساقطها عدم الانتظام في الشكل، وقد نتج هذا النسيج العمراني الفريد على عدة عوامل حيث ان ذلك التضام والتلاحم بين المنازل أدى إلى إيجاد الظل وذلك لان اشعة الشمس لا تسقط مباشرة على جدران المباني، كما ان المنازل تعمل على تظليل بعضها نتيجة لتقاربها وتلاحمها
وتمتاز الشوارع والممرات بالتعرج والضيق وجميعها تتفرع من المركز الرئيس للحي والذي يعتمد عليه الحي في تخطيطه وهو الميدان الأوسط والذي يسمى بـ (ساحة الرحيبة) وتتجه نحو المسجد الذي يعتبر نقطة تخطيط الحي، وتكون بعض الممرات نافذة وبعضها مسدودة.
وقد اوجدت الشوارع والممرات الضيقة والمتعرجة نوعا من الإحساس والشعور بالأن والتقارب والتآلف في وسط اجتماعي مشترك بالإضافة لحماية المشاة من اشعة الشمس.

## المؤلفات
أُلِّف في حي الدرع في دومة الجندل كتاب منشور من تأليف حصة عبيد صويان الشمري:
- حي الدرع بدومة الجندل - دراسة معمارية أثرية.

## الصور

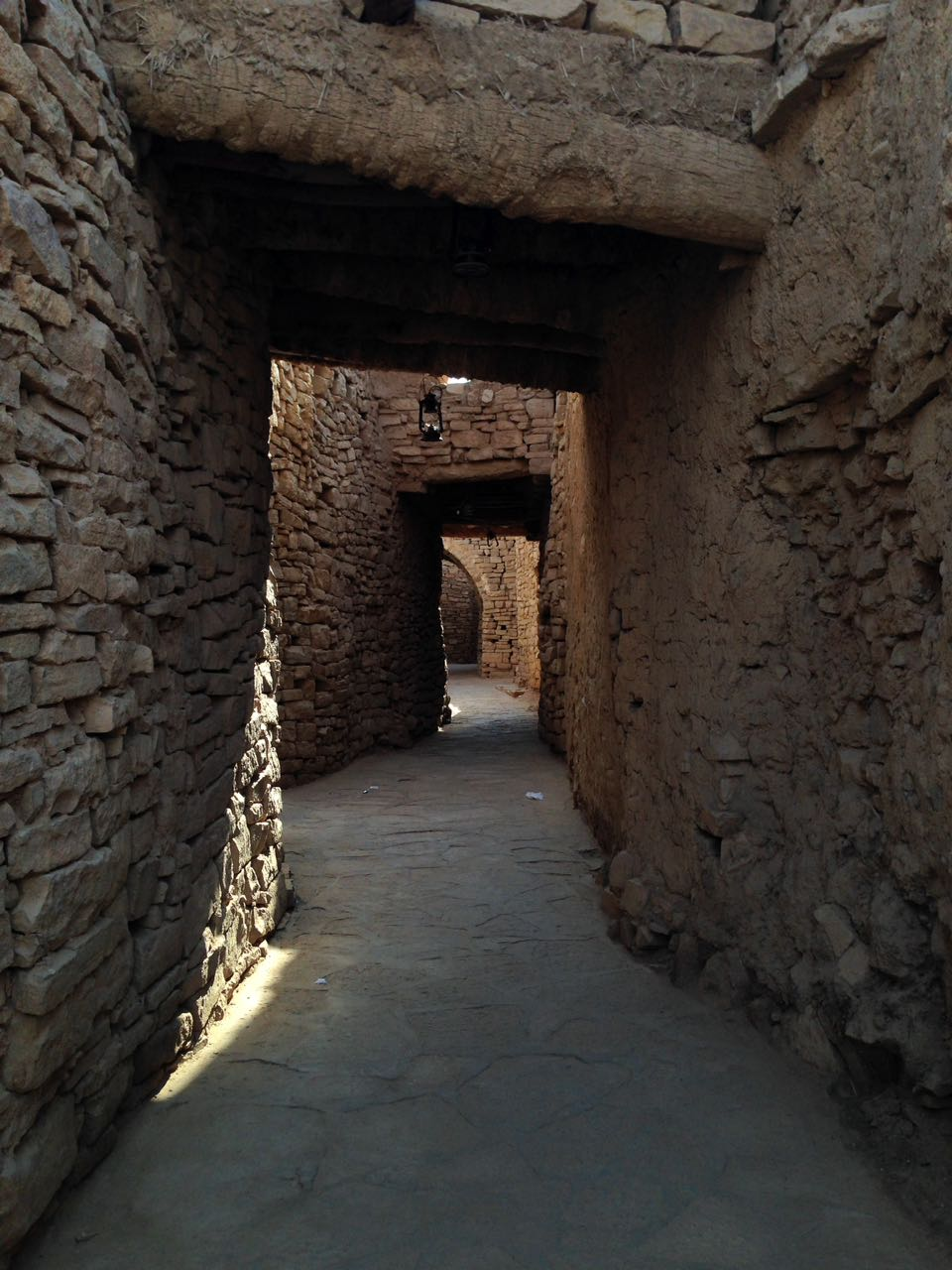
حي الدرع من الداخل
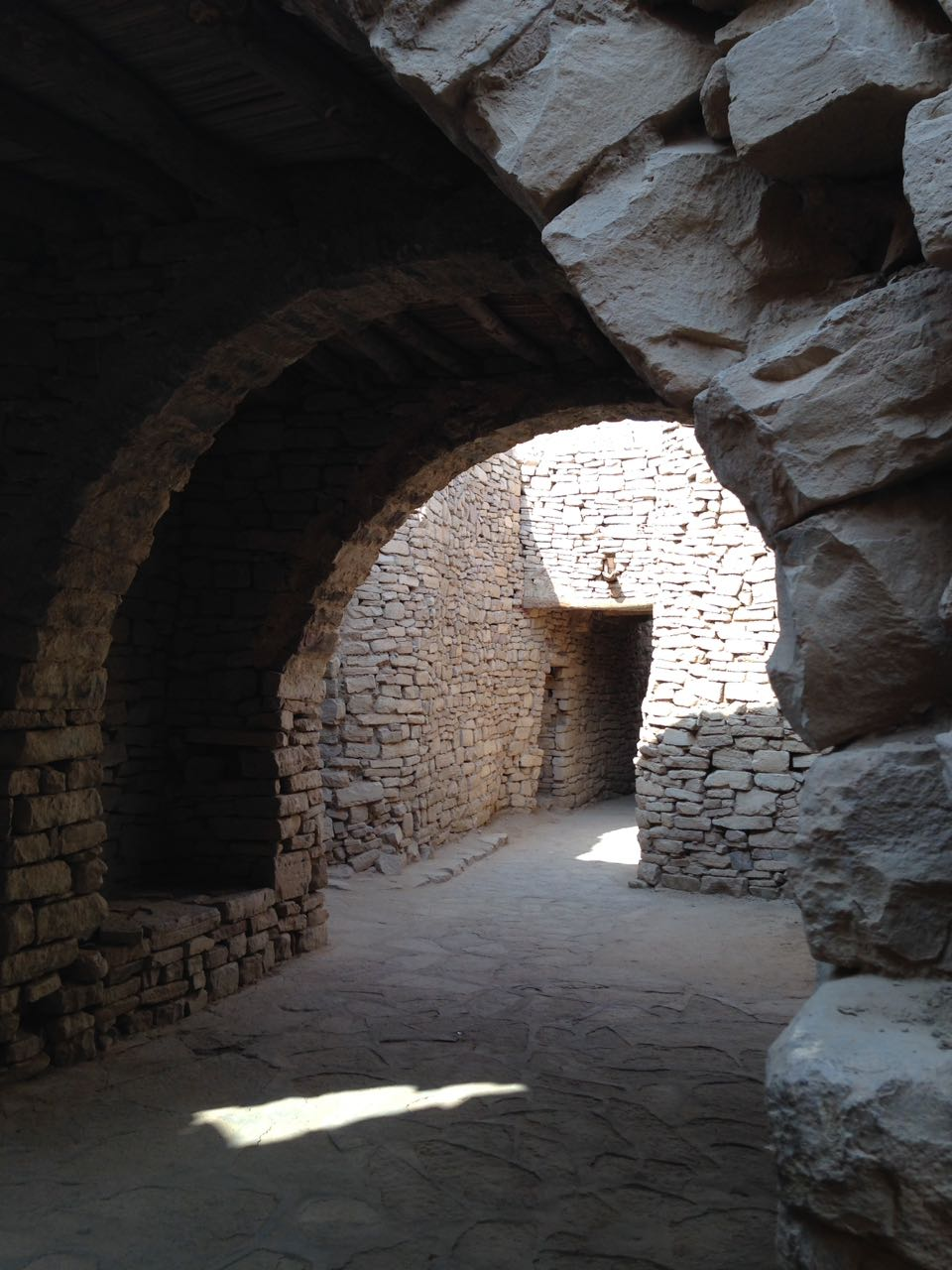
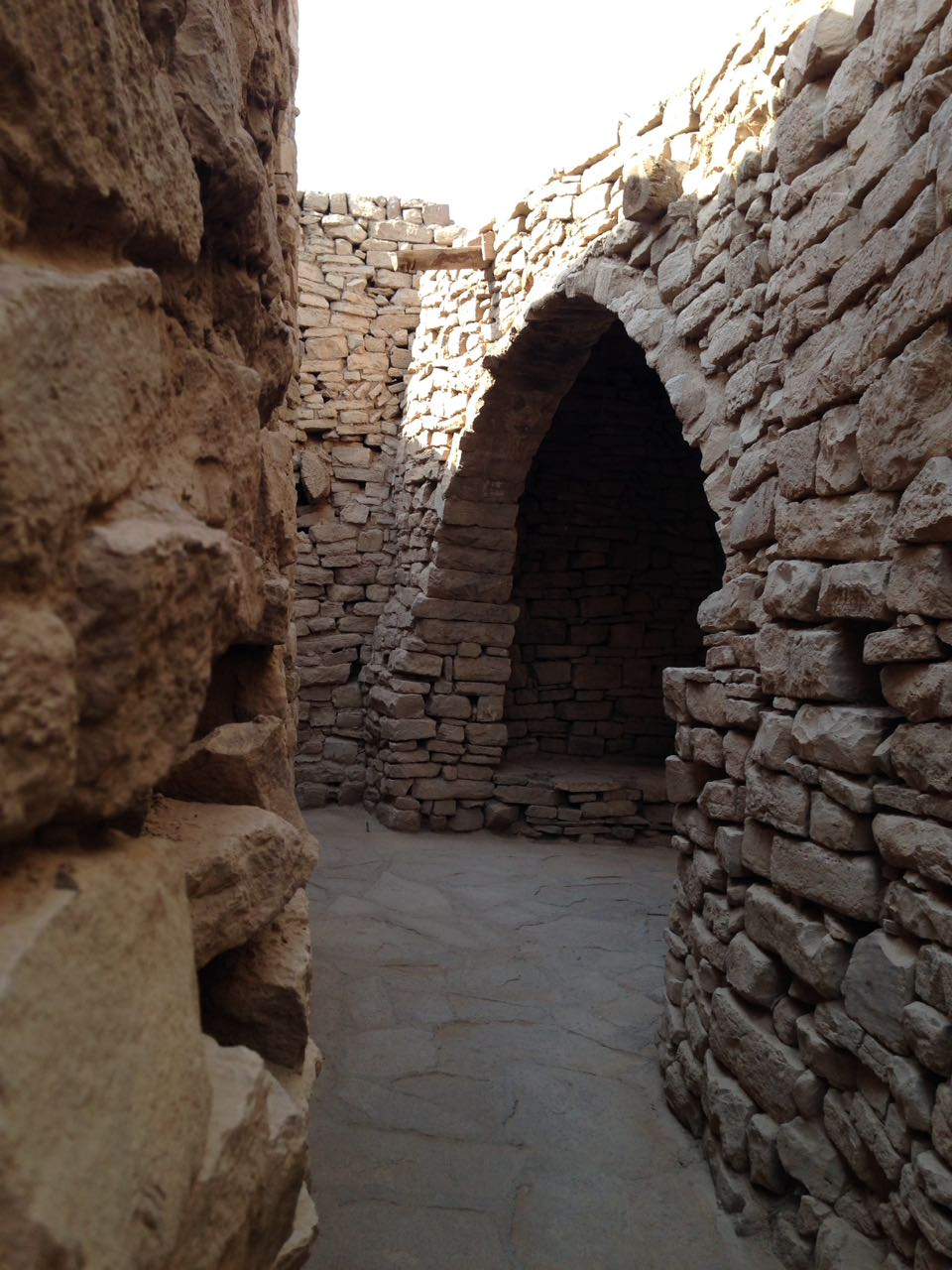
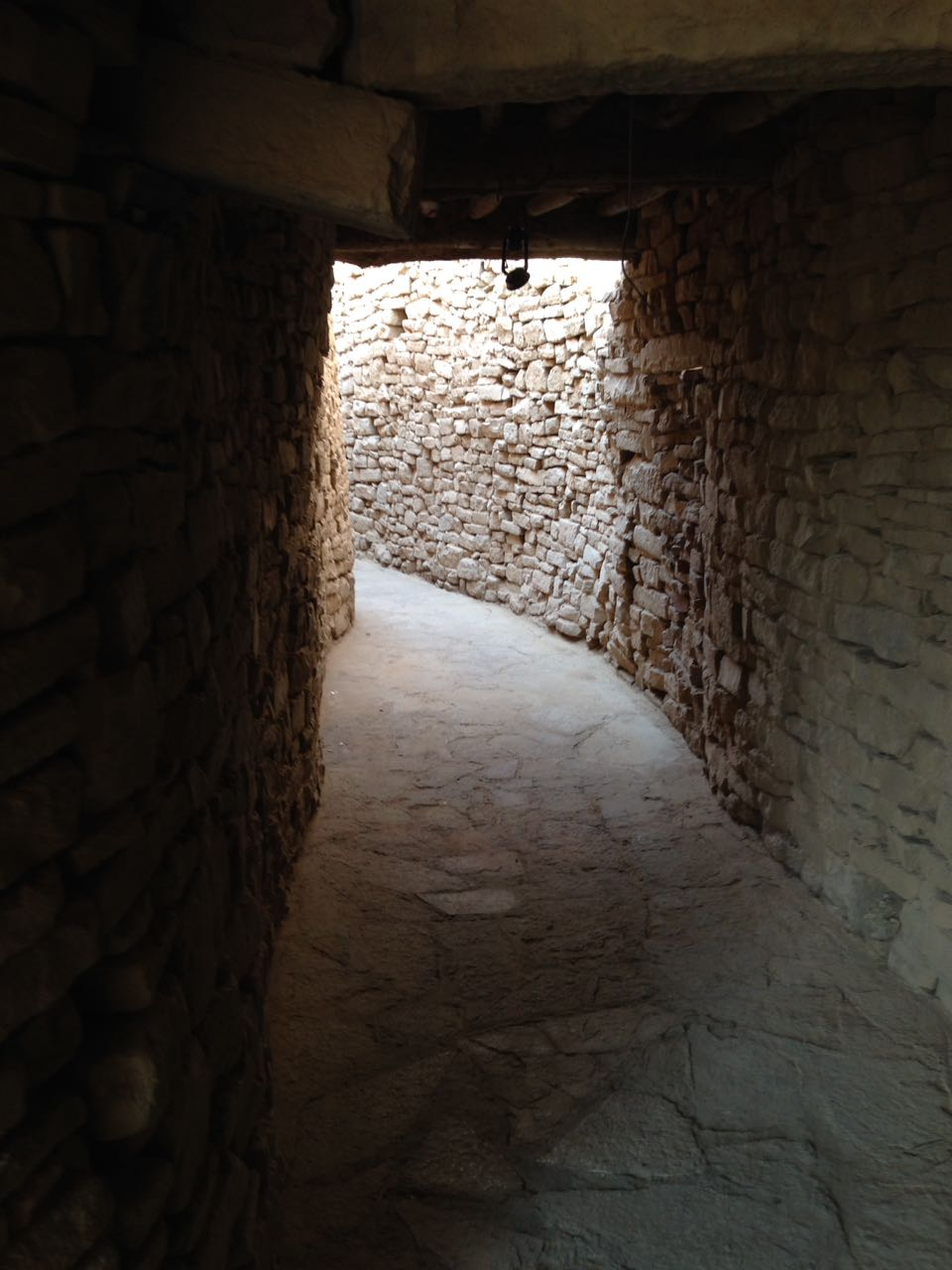
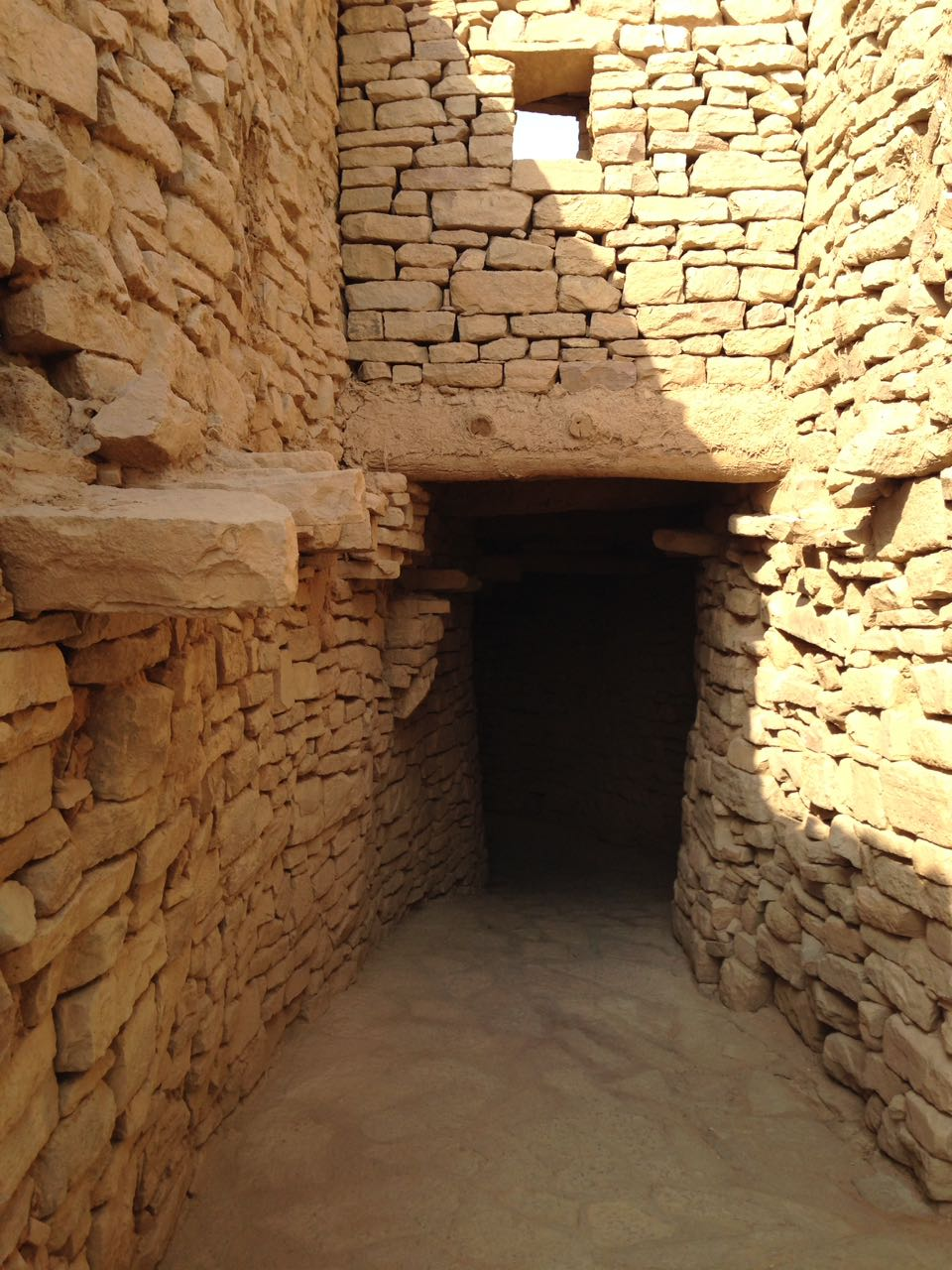
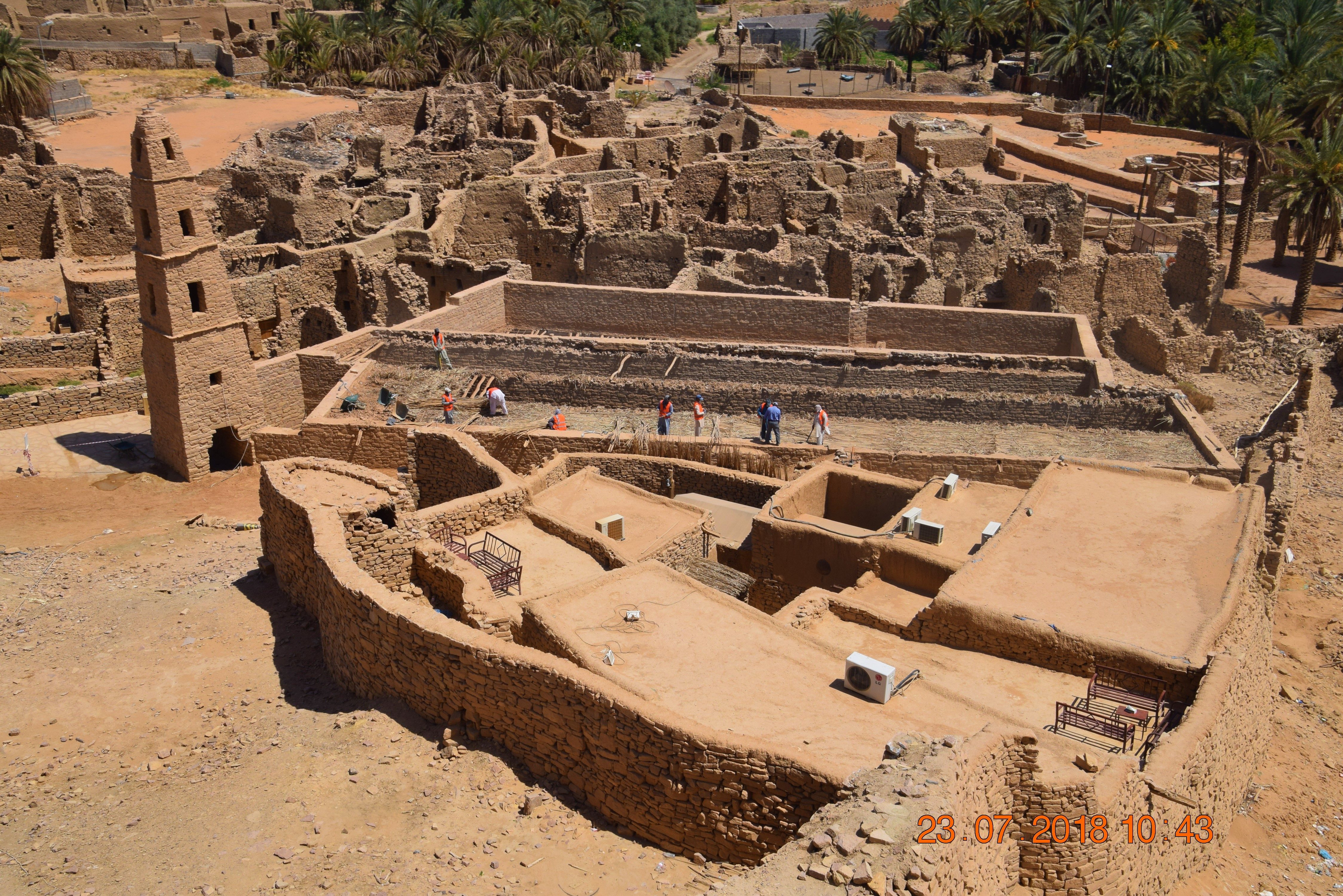
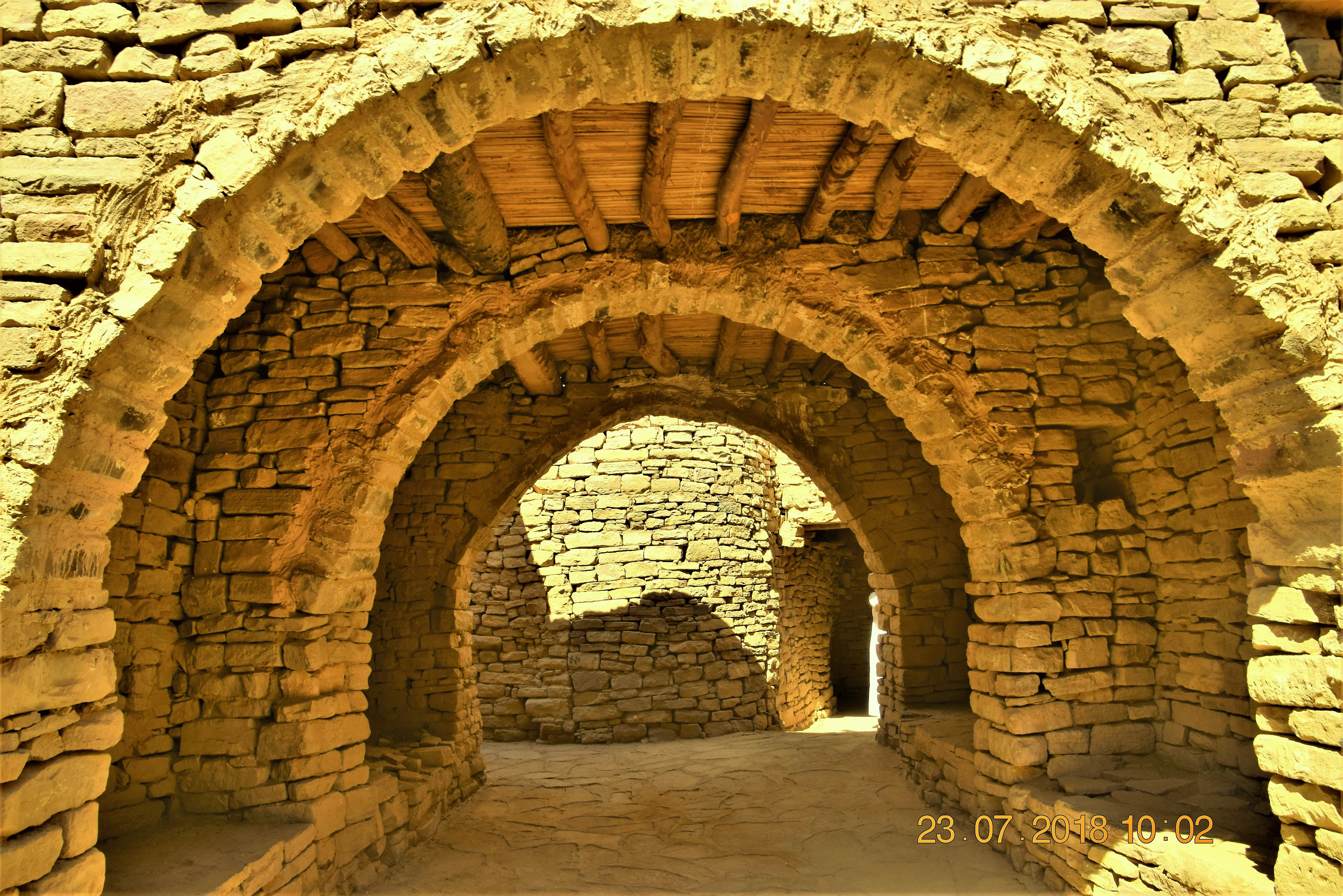